# Alfred Krabbe
Alfred Krabbe (* 21. Mai 1956 in Gronau / Westf.) ist ein deutscher Astrophysiker.

Alfred Krabbe

## Leben
Krabbe studierte Physik an der Universität Münster (1976–1979) und an der Universität Heidelberg (1979–1983) und schrieb seine Diplomarbeit am Max-Planck-Institut für Astronomie  bei Dietrich Lemke. Er promovierte 1987 dort bei Hans Elsässer am Max-Planck-Institut für Astronomie und wechselte anschließend als Leiter der Forschungsgruppe Infrarotspektroskopie zu Reinhard Genzel an das Max-Planck-Institut für extraterrestrische Physik in Garching. 1997 ging er als wissenschaftlicher Leiter einer astronomischen Arbeitsgruppe an das DLR Institut für Weltraumsensorik in Berlin – Adlershof und übernahm dort 1999 die Leitung der Abteilung Infrarot-Astronomie. Im Jahr 2000 wechselte er als Senior Fellow an die University of California Berkeley und leitete dort die Arbeitsgruppe Experimental Infrared Astrophysics am Physics Department.
Krabbe wurde 2003 zum ordentlichen Professor für Physik an die Universität zu Köln berufen und habilitierte sich 2004 an der Technischen Universität Berlin. 2009 erfolgte die Berufung an die Universität Stuttgart als Professor für Flugzeugastronomie und extraterrestrische Raumfahrtmissionen verbunden mit der Leitung des Deutschen SOFIA Instituts.
Seit Beginn 2019 ist Alfred Krabbe Direktor der Evangelischen Forschungsakademie der Union Evangelischer Kirchen (UEK).
Alfred Krabbe ist verheiratet und hat mehrere Kinder.

## Werk
Alfred Krabbe untersucht die Zentren aktiver Galaxien und deren Wechselwirkungen mit ihrer Umgebung. Er beschäftigt sich außerdem mit der Untersuchung der Kontexte Schwarzer Löcher, insbesondere im Zentrum der Milchstraße. Er entdeckte zusammen mit Reinhard Genzel den Haufen von Helium-Sternen in der Nähe des Schwarzen Lochs. Zuweilen denkt er auch über Exoplaneten nach.
Als experimentell orientierter beobachtender Astrophysiker hat Krabbe außerdem zahlreiche wissenschaftliche Experimente entwickelt und an vielen Observatorien eingesetzt. Er ist maßgeblich an der Entwicklung der astronomischen Infrarotspektroskopie, insbesondere der abbildenden Spektroskopie, beteiligt. Eine Auswahl:
- Ab 2018 Co Investigator von ESBO DS: Studie und Prototyp für ein astronomisches Stratosphären-Ballon-Experiment
- Ab 2012 Principal Investigator von FIFI-LS: Abbildendes Ferninfrarotspektrometer für SOFIA
- 2001–2011 Co-Principal Investigator von OSIRIS: Abbildendes Nahinfrarotspektrometer am Keck-Teleskop
- 1989–1999 Projektleiter: Infrared Star Catalogue Tool for MIPAS onboard the ESA ENVISAT Satellite
- 1995–1997 Projektinitiative für SINFONI: Beugungsbegrenztes abbildendes Nahinfrarotspektrometer für ESO
- 1994–1996 Co Investigator von MANIAC: Mittelinfrarot Kamera und Fabry-Perot Interferometer
- 1990–1997 Principal Investigator von 3D: Erstes abbildendes Infrarotspektrometer
- 1988–1989 Principal Investigator von FAST: Nahinfrarot Fabry-Perot Interferometer und Kamera
- 1983–1987 Dissertation: Ein Nahinfrarot Gitterspektrograph für das Calar Alto Observatorium
- 1980–1982 Diplomarbeit: Weltraumtauglicher Sekundärspiegelchopper

Seit 2009 leitet Alfred Krabbe das Deutsche SOFIA Institut (DSI) an der Universität Stuttgart. Bereits seit 1997 ist Alfred Krabbe Mitglied der German SOFIA Science Working Group (GSSWG). Von 1997 bis 2009 war er als Teleskop Projektwissenschaftler Mitglied und später Co-Vorsitzender des SOFIA Science Steering Committees (SSSC). Ergänzend leitete er von 1998 bis 2009 das SOFIA Projektbüro in Berlin.

## Mitgliedschaften
- European Astronomical Society
- International Astronomical Union (IAU)
- Astronomische Gesellschaft (AG)
- Deutschen Physikalischen Gesellschaft (DPG)
- Kuratorium der Evangelischen Forschungsakademie der Union Evangelischer Kirchen (UEK)
- Board of Trustees der Universities Space Research Association (USRA) (2015–2023)
- Hochschulforum der Evangelischen Kirche in Deutschland (EKD)